# 23837 Метьюнанні
23837 Метьюнанні (23837 Matthewnanni) — астероїд головного поясу, відкритий 17 серпня 1998 року.
Тіссеранів параметр щодо Юпітера — 3,519.